# فیدور واسیلیف

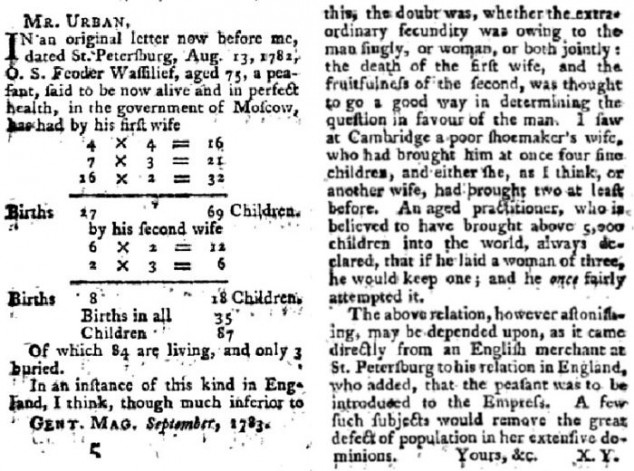
فیِدور واسیلیِف

فیِدور واسیلیِف (به روسی: Фёдор Васильев)کشاورز روسی بود. او در سال ۱۷۰۷ میلادی در شهر شویا یه دنیا آمد. همسر اولش، والنتینا، تا سن ۷۶ سالگی عمر کرد و بین سال‌های ۱۷۲۵ تا ۱۷۶۵ میلادی ۶۹ فرزند به دنیا آورد (۱۶ دوقلو، ۷ سه‌قلو و ۴ چهارقلو)؛ که ۶۷ تای آن‌ها زنده مانند؛ و رکورد بیشترین شمار فرزند که از یک مادر به دنیا آمده است را به نام خود ثبت کرد. اطلاعات زیادی از زندگی والنتینا در دست نیست. واسیلیف از همسر دوم خود نیز ۶ دوقلو و ۲ سه‌قلو داشت. او در کل ۸۷ فرزند داشت، که گفته می‌شود حداقل ۸۲ تن از فرزندان او زنده ماندند. واسیلیف سرانجام در سال ۱۷۸۲ میلادی در شهر شویا درگذشت.
نخستین گزارش از شمار فرزندان واسیلیف در نسخه‌ای از مجله جنتل‌منز (جلد ۵۳، صفحه ۷۵۳، چاپ لندن ۱۷۸۳ میلادی) منتشر شد. به شمار فرزندان وی در یادداشت‌های ایوان نیکیتیچ بولتین پیرامون تاریخ روسیه اشاره شده‌است. و نیز در کتابی در سال ۱۸۳۳ از الکساندر پاولوویچ باشوتسکی. با این همه برخی منابع وجود دارند که درستی این ادعاها را مورد تردید قرار داده‌اند.
اطلاعات مربوط به فرزندان واسیلیف در کتاب رکوردهای جهانی گینس ثبت شده‌است.